# ピネート
ピネート（イタリア語: Pineto）は、イタリア共和国アブルッツォ州テーラモ県にある、人口約15,000人の基礎自治体（コムーネ）。

## 地理

### 位置・広がり

#### 隣接コムーネ
隣接するコムーネは以下の通り。
- アトリ
- ロゼート・デッリ・アブルッツィ
- シルヴィ

## 行政

### 分離集落
ピネートには、以下の分離集落（フラツィオーネ）がある。
- Scerne, Borgo Santa Maria, Quartiere dei Fiori, Quartiere dei Poeti, Santa Maria a Valle, Donna Lena, Villa Fumosa, Mutignano, Torre San Rocco